# منتخب بلجيكا لكأس ديفيز
منتخب بلجيكا لكأس ديفيز (بالفرنسية: Équipe de Belgique de Coupe Davis)‏ هو ممثل بلجيكا الرسمي في كرة المضرب في كأس ديفيز.